# ホビョト語
ホビョト語（ホビョトご）は、アフロ・アジア語族のセム語派南方セム語南アラビア諸語に属する言語である。ホービョート語、ヘウビョト語、ホビとも呼ばれる。オマーンとイエメンの国境の狭い地域で話されていて、消滅の危機に瀕している。

南アラビア諸語の分布地図（緑がホビョト語）